# Bashan, Zhong
Bashan (kinesiska: 拔山) är en köping i sydvästra Kina. Den ligger i Zhong härad i storstadsområdet Chongqing, omkring 140 kilometer nordost om det centrala stadsdistriktet Yuzhong. Antalet invånare är 47 977. Befolkningen består av 23 605 kvinnor och 24 372 män. Barn under 15 år utgör 18,0 %, vuxna 15-64 år 67 %, och äldre över 65 år 13,0 %.